# Género (matemática)
Em topologia, o género de uma superfície é o número de buracos desta.

## Definição

Uma garrafa de Klein tem género não orientável 2.

- O género de uma superfície orientável é o número de ansas que esta contém.
- O género de uma superfície não orientável é o número de planos projectivos que esta contém.